# 1 del Centaure
1 del Centaure (1 Centauri) és un estel en la constel·lació de Centaure de magnitud aparent +4,23. Es troba a 63 anys llum de distància del Sistema solar.

## Característiques
1 de Centaure és un estel blanc-groc de tipus espectral F2V —classificat també com subgegant de tipus F3IV— amb una temperatura efectiva de 6730 K. Les seves característiques físiques no són molt diferents a les d'estels més coneguts com a Rijl al Awwa (μ Virginis), η Leporis o β Trianguli Australis. La seva massa és aproximadament un 43 % major que la massa solar i té una edat estimada de 1800 milions d'anys. La seva velocitat de rotació projectada és de 64 km/s, sent el seu període de rotació igual o inferior a 1,69 dies.
1 de Centaure és una binària espectroscòpica amb un període orbital de 9,945 dies. L'acompanyant, amb una massa estimada de sols 0,08 masses solars, es troba just per sobre del límit que defineix a una nana vermella —per sota de 0,08 masses solars no és ja un estel, sinó una nana marró.

## Composició elemental
1 Centauri presenta una metal·licitat un 11 % inferior a la del Sol ([Fe/H] = −0,05). En general, la seva composició química difereix de la solar quant a que diversos elements, com a vanadi, bari, europi i neodimi, són «sobreabundants» —aquest últim 2,6 vegades més abundant— mentre que uns altres són deficitaris. Entre aquests cal assenyalar al lantani, el contingut relatiu del qual equival a una tercera part de l'existent en el Sol.

## Possible variabilitat
Se sospita que 1 de Centaure pot ser un estel variable de tipus Delta Scuti, i per això rep la denominació provisional de variable NSV 19951. L'amplitud de la seva variació és petita, de l'ordre de 0,02 magnituds. Així mateix, forma part del grup de les Híades, associat amb el cúmul del mateix nom en la constel·lació del Taure.